# Cho Eun-hee
Cho Eun-hee   (20 de maig de 1972) és una jugadora d'handbol sud-coreana, ja retirada, guanyadora d'una medalla olímpica.
El 1996 va prendre part en els Jocs Olímpics d'Estiu d'Atlanta, on guanyà la medalla de plata en la competició d'handbol. En el seu palmarès també destaca una medalla d'or en els Jocs Asiàtics de 1990.